# Герб Западно-Поморского воеводства
Герб Западно-Поморского воеводства (пол. Herb Województwa Zachodniopomorskiego) — один из официальных символов Западно-Поморского воеводства Польши. Утверждён Постановлением Сеймика Западно-Поморского воеводства № XVI/149/2000 от 23 октября 2000 года.

## Описание
Описание герба Западно-Поморского воеводства:

Герб Западно-Поморского воеводства изображает в белом поле испанского гербового щита красного, вздыбленного (в позиции боевой) грифона поморского с золотым клювом, золотыми когтями, с загнутым и повёрнутым вправо (геральдически) хвостом.
Оригинальный текст (пол.)Herb Województwa Zachodniopomorskiego przedstawia w białym polu hiszpańskiej tarczy herbowej czerwonego, wspiętego (w pozycji
bojowej) gryfa pomorskiego ze złotym dziobem, złotymi pazurami, z wywiniętym ogonem i zwróconego w prawą stronę (heraldycznie). — Herb Województwa Zachodniopomorskiego.

## История
Красный грифон — традиционный символ Померании и герб Померанской династии c XII века. Сохранившиеся герцогские печати показывают, что впервые изображение грифона использовалось на печати Казимира II около 1193 года. Красный грифон был изображён на штандартах войск герцога Померании Казимира V, участвующих в Грюнвальдской битве.
Автором современного проекта герба является польский художник-график Jerzy Bąk.
11 августа 2000 года проект был одобрен Геральдической комиссией Польши, а 23 октября 2000 года был принят к использованию Сеймиком Западно-Поморского воеводства.